# Атанасије Чарапић
Атанасије „Танасије” Чарапић или Атанасије „Танаско” Чарапић (1770 – 1810) је био војвода  Гроцке нахије (Кнежевине Гроцке) од 1806. године и врхунца српске револуције.
Породица Чарапић се међу првима придружили Карађорђу против дахија.

## Биографија
Атанасије Чарапић, млађи брат војводе Васе Чарапића, пореклом је из Белог Потока код Авале. Погинуо је у бици код Прахова 1810. године.
Жена му је била Ивана (рођака Карађорђеве жене Јелене), која је имала синове Ђорђа и Марка, и ћерке Јеку (удата у Болечу), Марту (удата у Иванчи), Ђурђију (удата за Николу Милићевића Луњевицу, баба краљице Драге Обреновић) и Петрију (удата у Рипњу).
Атанасије Чарапић је имао кућу у дорћолском округу, испод Пиринчане, рушевине палате аустријског заповедника Београда у 18. веку под називом „Палата кнеза Евгенија“, војводе Александра Витембершког, у данашњој Душановој улици, која је била затим главна улица у чаршији.
Гроб Атанасија Чарапића налази се у близини поречке српске православне црквe.